# Ліщина турецька
Ліщи́на тур́ецька, або ведмежа (Corylus colurna L.) — дерево родини березових (Betulaceae).

## Опис

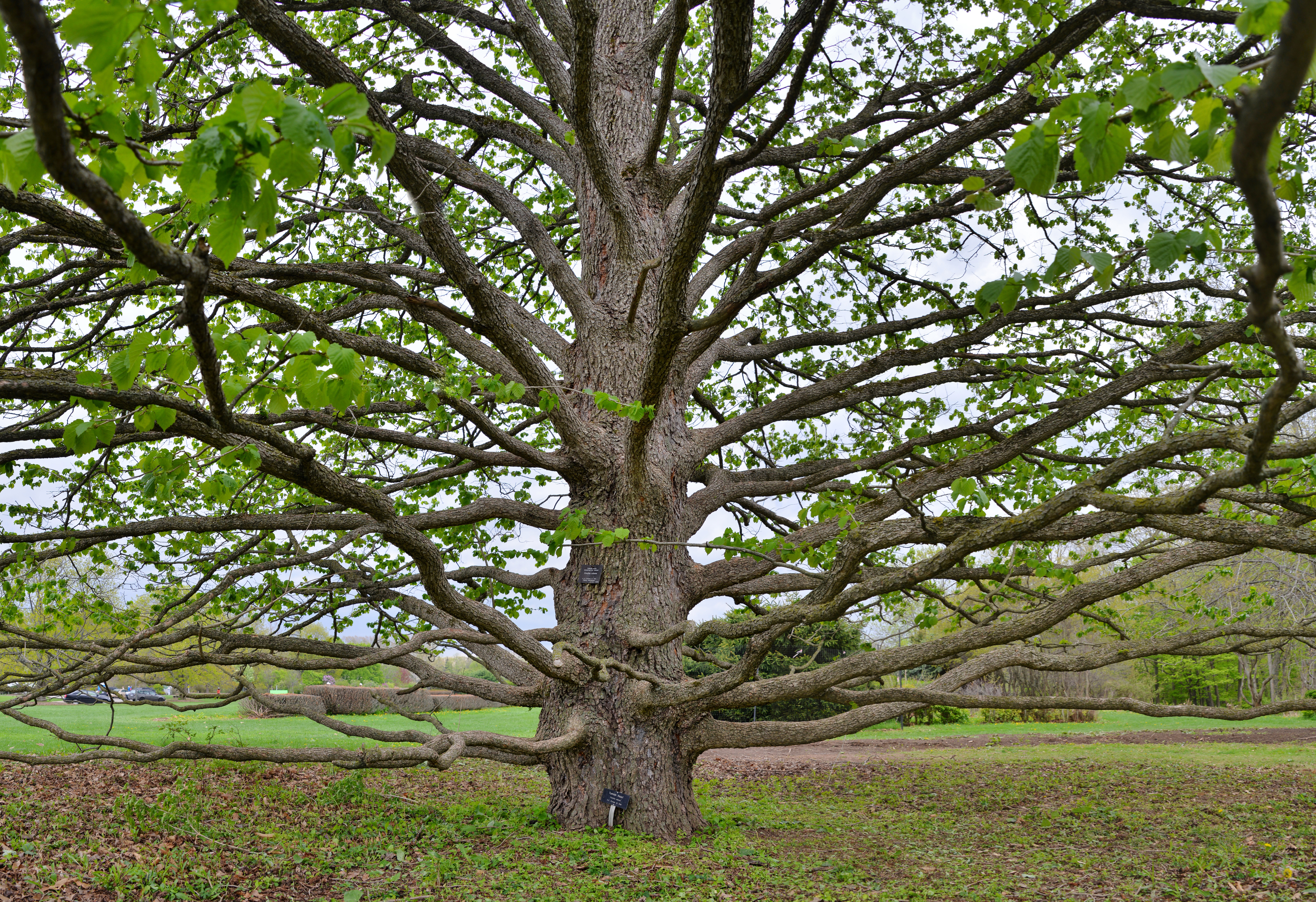
Будова крони

Ліщина турецька — дерево висотою до 25 м з густою широкопірамідальною кроною. Стовбур добре сформований, вкритий світло-сірою, пластинчастою корою. Бруньки до 6 мм довжиною, довгасто-яйцеподібні, червоно-бурі, запушені, часом голі. Листки великі, овальні, темно-зелені, з подвійно-зубчастим краєм, на довгих, залозисто-запушених черешках. Плід — горіх з повстистою обгорткою, яка цілковито покриває горіх і розсічена на довгі, покручені або зігнуті частки, в рази довші від розміру горіха. Горіхи з товстою міцною шкаралупою, стиснуті з боків, зібрані в пучки по 3-7.

## Поширення
Ліщина турецька походить з Балкан, Кавказу, Північного Ірану, Гімалаїв. У парках України її розводять рідко. У Прикарпатті і Закарпатті вона добре акліматизувалась, перспективна не лише в зеленому господарстві, але й у лісових посадках, добре росте в затишних місцях у багатих типах умов місцезростання.

## Практичне використання
Деревина ліщини турецької гарного рожевого відтінку, високо цінується при виробництві меблів, через що в багатьох місцях природного поширення вона була майже цілковито вирубана. В СРСР була занесена до Червоної книги як зникаючий реліктовий вид.
У декоративних посадках рекомендується висаджувати алеями, рідкими групами та солітерами.
Горішки їстівні і смачні, але їх промислова цінність невисока через дуже товсту і тверду шкаралупу.
Оскільки ліщина турецька не дає кореневих відростків, а росте одностовбурним деревом, її зручно використовувати як підщепу для культурних сортів лісових горіхів.